# Pic du Néoulous
Pic du Néoulous lub Neulès – szczyt w Pirenejach. Leży na granicy między Francją (departament Pireneje Wschodnie) a Hiszpanią (Girona (prowincja)). Należy do Pirenejów Wschodnich.